# Wasserkraftwerk Xingó
Das Wasserkraftwerk Xingó [ʃĩˈɡɔ] wurde 1994 am Rio São Francisco in Brasilien zwischen den Bundesstaaten Alagoas und Sergipe errichtet. Die nächsten Städte sind Piranhas in Alagoas (12 km entfernt) und Canindé do São Francisco in Sergipe (6 km entfernt). Die Stauanlage ist außerdem 65 km von dem Paulo-Afonso-Wasserkraftkomplex entfernt, der ebenfalls am São Francisco liegt.
Das Absperrbauwerk ist ein Staudamm aus Felsschüttmaterial mit einer wasserseitigen Betonoberfläche („CFR-Damm“). Das Wasserkraftwerk verfügt derzeit über sechs Turbinen mit je 527 MW Leistung, zusammen 3162 MW. 2010 soll das Kraftwerk auf 10 Turbinen, entsprechend ca. 5000 MW erweitert werden. Der Stausee ist 65 km lang.
Für die meisten Abmessungen des Staudamms und des Stausees gibt es in verschiedenen Quellen sehr unterschiedliche und stark voneinander abweichende Angaben (siehe Tabelle). Der Speicherinhalt ist wahrscheinlich 3800 Mio. m³ groß und die Stauseefläche 60 km², so dass sich eine mittlere Tiefe von 63,3 m ergibt.